# Clelia
Clelia is een geslacht van slangen uit de familie toornslangachtigen (Colubridae) en de onderfamilie Dipsadinae.

## Naam en indeling
De wetenschappelijke naam van de groep werd voor het eerst voorgesteld door Leopold Fitzinger in 1826. De slangen werden eerder aan andere geslachten toegekend, zoals Coluber, Brachyruton, Oxyrhopus, Pseudoboa en Boiruna. Er zijn zeven verschillende soorten, inclusief de pas in 2005 wetenschappelijk beschreven soort Clelia langeri. De bekendste soort is de mussarana (Clelia clelia). Er is echter ook een geslacht genaamd Mussurana.

## Uiterlijke kenmerken
De schubben zijn glad, aan de bovenzijde van het lichaam zijn 17 tot 19 rijen schubben aanwezig. de buikschubben zijn niet sterk verbreed. De lichaamskleur is donker grijs tot blauwachtig zwart, de buikzijde is ongevlekt. De juvenielen hebben echter een rode kleur aan de bovenzijde en de staart. De nek heeft bij de jonge dieren een zwarte kleur, net als de bovenzijde van de kop, hiertussen zijn de schubben lichter tot geel van kleur. De lichaamslengte is ongeveer twee tot 2,5 meter inclusief staart.

## Verspreiding en habitat
De soorten komen voor in delen van Midden- en Zuid-Amerika en leven in de landen Mexico, Belize, Guatemala, El Salvador, Honduras, Costa Rica, Panama, Colombia, Frans-Guyana, Guyana, Venezuela, Ecuador, Bolivia, Uruguay, Paraguay, Argentinië, Brazilië, Peru, Antillen (Saint Lucia) en Nicaragua.
De habitat bestaat uit vochtige tropische en subtropische bossen, zowel in bergstreken als in laaglanden, en droge tropische subtropische bossen. Ook in door de mens aangepaste streken zoals plantages kunnen de dieren worden aangetroffen.

## Beschermingsstatus
Door de internationale natuurbeschermingsorganisatie IUCN is aan zes soorten een beschermingsstatus toegewezen. Vier soorten worden beschouwd als 'veilig' (Least Concern of LC), een als 'onzeker' (Data Deficient of DD) en de soort Clelia errabunda staat te boek als uitgestorven (EX).

## Soorten
Het geslacht omvat de volgende soorten, met de auteur en het verspreidingsgebied.
| Naam                      | Auteur                         | Verspreidingsgebied |
| ------------------------- | ------------------------------ | --- |
| Mussurana (Clelia clelia) | Daudin, 1803                   | Belize, Guatemala, El Salvador, Honduras, Costa Rica, Panama, Colombia, Frans-Guyana, Guyana, Venezuela, Ecuador, Bolivia, Uruguay, Paraguay, Argentinië, Brazilië, Peru, mogelijk in Nicaragua. |
| Clelia equatoriana        | Amaral, 1924                   | Costa Rica, Panama, Ecuador, Colombia, Peru |
| Clelia errabunda          | Underwood, 1993                | Antillen (Saint Lucia) |
| Clelia hussami            | Morato, Franco & Sanches, 2003 | Brazilië |
| Clelia langeri            | Reichle & Embert, 2005         | Bolivia |
| Clelia plumbea            | Wied, 1820                     | Brazilië, Paraguay |
| Clelia scytalina          | Cope, 1867                     | Mexico, Belize, Guatemala, Nicaragua, Costa Rica, Colombia, Ecuador, mogelijk in Panama |